# サルコファガス

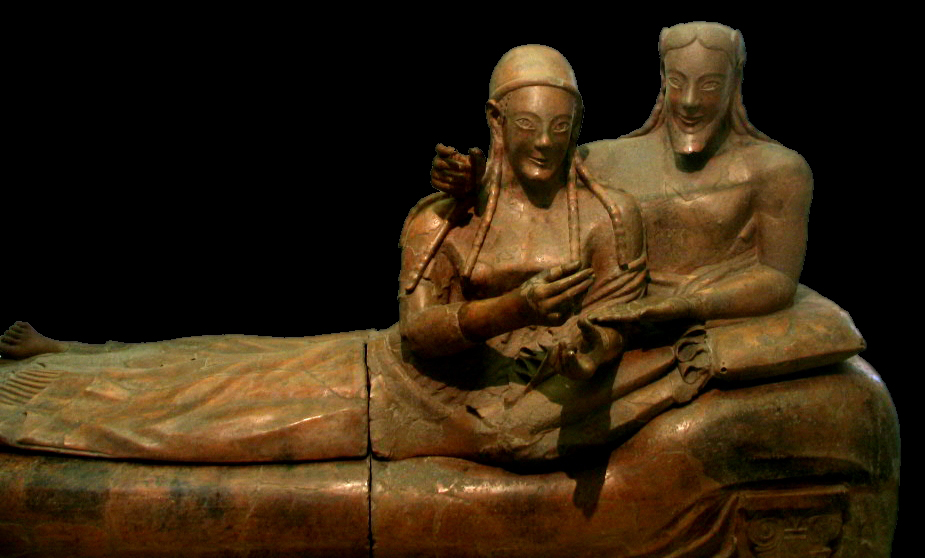
エトルリア人の『配偶者のサルコファガス』（紀元前6世紀）国立エトルリア美術館（ヴィラ・ジュリア国立博物館）

サルコファガス（sarcophagus）とは、（典型的には）古代エジプト、古代ギリシア、古代ローマなどの石棺のこと。典型的には彫刻で装飾がほどこされている。
語源は、ギリシャ語の sarx（肉体）+ phagein（食べる）で、つまりサルコファガスは「肉体を食べるもの」という意味である。
なお、名前のよく似たSarcophagidaeはニクバエのことで、「肉体を食べるもの」という語源が同じだけで、サルコファガスとは関係ない。
さらにサルコファガスという言葉は、チェルノブイリ原子力発電所事故以来、チェルノブイリ原子力発電所跡を周囲と隔離するために作られた巨大なコンクリートの構造物にも使われている。
一般的にサルコファガスは彫刻や装飾を施されるか、飾り立てて建てられるかした。中には、凝った墓の一部として地面の上に独立して建てられたものもある。他には墓所として作られたものもある。地下聖堂に置かれたものもある。

## エジプト

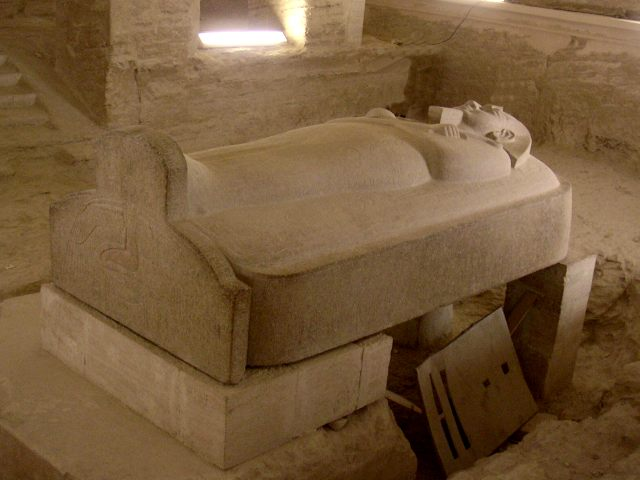
メルエンプタハの石製のサルコファガス

古代エジプト関連の書籍の解説では、「サルコファガスは石棺のことで、死体またはもう一つの棺を中におさめる容れ物」と書かれている。
古代エジプトでは、サルコファガスは普通、王家のミイラを安置する墓を保護する何層かの一番外にある層だった。
サルコファガスと言う用語は長方形または人型の「棺」（コフィン）に対して、一つ以上の棺を格納する石棺を指す。

### 埋葬関連
- 棺
- 石棺
- Ossuary（骨壺）
- 墓
- 埋葬
- 葬儀
- カノプス壺
- ミイラ

### 場所関連
- ギザの大ピラミッド
- ケルン大聖堂
- Catacombs of Rome（ローマのカタコンベ）
- Wentworth Woodhouse（ウェントワース・ウッドハウス。イギリスの邸宅）
- クラゾメナイ - イオニアの古代都市
- アーヘン大聖堂

### 人物関連
- リディア王アリュアッテス2世
- ローマ皇帝デキムス・カエリウス・カルウィヌス・バルビヌス
- ミノス

### その他
- アラバスター
- Jewish symbolism（ユダヤ象徴主義）